# Aurel Popovici
Pour les articles homonymes, voir Popovići.
Aurel C. Popovici (né le 16 octobre 1863 Lugoj, Transylvanie -  9 février 1917 à Genève, Suisse) était un avocat et homme politique austro-hongrois de culture roumaine. Avec d'autres intellectuels roumains du Parti national roumain, il signa le Memorandum de Transylvanie, un document plaidant pour des droits égaux entre les Roumains et les Magyars de Transylvanie, et demandant la fin des persécutions et des tentatives de magyarisation.
En 1906, il proposa la fédéralisation de l'Autriche-Hongrie en une union qu'il nomma États unis de Grande Autriche.
Il est enterré au cimetière jouxtant l'Église Saint-Nicolas de Brașov.